# Nailson
Nailson, właśc. Nailson Fernando Medeiros (ur. 24 lutego 1994 w Arapongas, w stanie Parana, Brazylia) – brazylijski piłkarz, grający na pozycji obrońcy.

## Kariera piłkarska
Wychowanek klubów Laranja Mecânica, Grêmio, Juventus-SP, CA Diadema i Santos FC. Karierę piłkarską rozpoczął 2 kwietnia 2014 w Santosie. 2 maja 2015 podpisał roczny kontrakt z Mogi Mirim. W sierpniu 2015 dołączył do portugalskiej Leirii. Latem 2016 przeniósł się do Famalicão. 2 marca 2017 został wypożyczony do Zirki Kropywnycki. Latem 2017 opuścił ukraiński klub.

## Sukcesy i odznaczenia

### Sukcesy piłkarskie
Santos
- zdobywca Copa São Paulo de Futebol Júnior: 2013, 2014
- zdobywca Copa do Brasil Sub-20: 2013